# Dieter z Nassau
Dieter (Diether) z Nassau (ur. ok. 1250, zm. 22 listopada 1307 w Trewirze) – arcybiskup Trewiru i książę-elektor Rzeszy od 1300 z rodu Nassau.

## Życiorys
Dieter był najstarszym synem hrabiego Nassau Walrama II i Adelajdy, córki hrabiego Katzenelnbogen Dietera IV. Po śmierci ojca był wychowywany przez bardzo religijną matkę, która została beginką. Wstąpił do zakonu dominikanów w Moguncji. Jego młodszy brat Adolf z Nassau w 1292 został wybrany na króla Niemiec, co spowodowało wciągnięcie Dietera w świat polityki. W 1295 pojawił się w służbie papieża Bonifacego VIII szukającego przezeń wpływu na Adolfa, posłował też w 1297 w imieniu brata do króla Francji Filipa IV Pięknego. W 1298 opozycja ogłosiła detronizację Adolfa, w tym samym roku poległ w bitwie pod Göllheim. Nowym królem Niemiec został Albrecht I Habsburg. 
Mimo upadku Adolfa papież Bonifacy VIII w 1300 mianował Dietera na stanowisko arcybiskupa Trewiru – wbrew woli kapituły, która dokonała wyboru Henryka z Virneburga. Papież chciał w ten sposób zapewnić sobie na tym stanowisku swojego stronnika i naturalnego przeciwnika króla Albrechta. Dieter po objęciu tej funkcji początkowo działał przeciwko królowi, w sojuszu z pozostałymi elektorami znad Renu, jednak w końcu 1302 został zmuszony do podporządkowania się Albrechtowi. W wyniku tej porażki nie mógł zapobiec powiększeniu samorządu miejskiego Trewiru. Szukając sojuszników przeciwko Albrechtowi popadł w długi, które powiększyły się wskutek konfliktu zbrojnego z Koblencją. 
Po zastawieniu dóbr arcybiskupstwa Dieter sięgnął po mienie kapituły i kleru. Występował przeciwko kumulacji synekur i konfiskował majątki, ale także relikwie zbierane w klasztorach i kościołach, co doprowadziło do skargi na postępowanie arcybiskupa do papieża. Grubiańskie potraktowanie legatów papieskich doprowadziło do ekskomunikowania Dietera. Został wezwany do przybycia do Rzymu, jednak na przeszkodzie stanęła rychła śmierć. Został pochowany w kościele dominikańskim w Trewirze.
Dieter znany jest z przychylności do zakonu dominikanów, nadał także prawa miejskie w 1300 miastu Wittlich.